# Hegyesbisztra
Hegyesbisztra (1899-ig Sztropkó-Bisztra, szlovákul: Bystrá, korábban Ruské Bystré) község Szlovákiában, az Eperjesi kerület Sztropkói járásában.

## Fekvése
Sztropkótól 18 km-re északkeletre, az Ondava völgyében, a Polianka-patak partján fekszik. Tengerszint feletti magassága 380 m.

## Története
A falu az 1570-es években keletkezett, amikor ruszin-oláh telepeseket hoztak ide. Ezzel a sztropkói uradalom legfiatalabb faluja lett. 1600-ban 3 portát számláltak a településen, ezzel a kis falvak közé számított. Még 1720-ban is csak 6 lakóháza volt.
A 18. század végén Vályi András így ír róla: „BISZTRA. Orosz Bisztra. Tót falu Zemplén Vármegyében, birtokosa a’ Királyi Kamara, lakosai ó hitűek, fekszik Sztropkóhoz más fél mértföldnyire. Határja sovány, és köves, réttyei jó szénát teremnek, legelője elég, fája mind a’ kétféle, piatzozása Ungváron, Nagy Mihályon, Homonnán, harmadik Osztálybéli.”
Fényes Elek 1851-ben kiadott geográfiai szótárában így ír a faluról: „Orosz Bisztra, orosz f. Sztropkóhoz északra 2 mfd., 50 g. kath. lak., 99 h. szántófölddel. F. U. gr. Deservffy,  ”
Borovszky Samu monográfiasorozatának Zemplén vármegyét tárgyaló része szerint: „Hegyesbisztra, azelőtt Sztropkó-Bisztra. Tót kisközség 18 házzal és 144 gör. kath. vallású lakossal. Postája Havaj, távírója Sztropkó, vasúti állomása Mezőlaborcz. Hajdan a sztropkói uradalom tartozéka volt s mindvégig annak sorsában osztozott. Ma nincs nagyobb birtokosa. A XVII. században a pestis pusztította lakosait. A faluban görög katholikus templom áll fenn, mely 1866-ban épült.”
1920 előtt Zemplén vármegye Mezőlaborci járásához tartozott.

## Népessége
| Év:            | 1994. | 2004.    | 2014.   | 2024.    |
| -------------- | ----- | -------- | ------- | -------- |
| Emberek száma: | 49    | 33       | 30      | 16       |
| Eltérés:       |       | -32,65 % | -9,09 % | -46,66 % |

| Év:            | 2023. | 2024.    |
| -------------- | ----- | -------- |
| Emberek száma: | 14    | 16       |
| Eltérés:       |       | +14,28 % |

1910-ben 138, túlnyomórészt ruszin lakosa volt.
2001-ben 38 lakosából 20 szlovák és 18 ruszin volt.
2011-ben 30 lakosából 16 ruszin és 13 szlovák.

## Nevezetességei
- Görögkatolikus temploma 1844-ben épült.
- A község déli szélén található a Bystrianska barlang, mely a nevét a Bystrianka-patakról kapta. A barlang legszebb részei a Klenotnica (Kincseskamra), a Peklo (Pokol), a Katakomby (Katakombák) és a Zrútený Dóm (Összeomlott Dóm). A barlangot gyógyászati célokra is használják.